# Toxorhynchites quasiferox
Toxorhynchites quasiferox är en tvåvingeart som först beskrevs av George Frederick Leicester 1908.  Toxorhynchites quasiferox ingår i släktet Toxorhynchites och familjen stickmyggor. Inga underarter finns listade i Catalogue of Life.